# دهستان کاردا
دهستان کاردا (به لاتین: Kareda Parish) یک دهستان در استونی است که در شهرستان یروا واقع شده‌است.

## خصوصیات
دهستان کاردا ۹۱ کیلومترمربع مساحت و ۸۴۶ نفر جمعیت دارد.